# Tygerberg
Tygerberg ist eine Stadtregion ohne Gemarkung und ehemalige eigenständige Gemeinde (City of Tygerberg) im Nordosten von Kapstadt in Südafrika sowie eine gleichnamige Hügelkette am westlichen Rand dieses Siedlungsgebietes.

## Geographie
Das Stadtgebiet liegt rund 25 Kilometer vom Zentrum Kapstadts entfernt.

## Geschichte
Niederländische und deutsche Siedler, die ab 1652 die Kapregion bevölkerten, benannten den Hügel nach dem streifigen und gefleckten Eindruck, den die damalige Vegetation hervorrief, „Tigerberg“, obwohl es in der Region zur damaligen Zeit zwar zahlreiche Raubkatzen, aber keine Tiger gab.
1996 wurden die sechs Vororte Bellville, Durbanville, Goodwood, Parow, Khayelitsha und Mfuleni zur City of Tygerberg vereinigt.
Die ehemals eigenständige Gemeinde City of Tygerberg (CoT) fusionierte am 6. Dezember 2000 mit anderen Gemeinden und Verwaltungsgebieten der Kapregion zur Metropolgemeinde City of Cape Town.

## Infrastruktur
Der überwiegende Bereich der Hügelkette ist als Naturschutzgebiet Tygerberg Nature Reserve ausgewiesen. Entlang der Tygerberg Valley Road befindet sich eine neu eingerichtete Wohnsiedlung mit künstlich angelegten Seen und mehreren Restaurants, angelehnt an die Victoria & Alfred Waterfront in Kapstadt als Tygervalley Waterfront bezeichnet. Angrenzend befindet sich auch ein großes Einkaufszentrum, das Tygervalley Center.
Südlich des Tygerbergs liegt das Tygerberg Hospital. Es ist die Universitätsklinik der Universität Stellenbosch mit einem eigenen Campus, auf dem sich klinisch-theoretische, diagnostische und ausbildungsbezogene Einrichtungen befinden. Auf dem Campus bestehen außerdem mehrere Wohnheime und ein Studentenzentrum mit Mensa.
Zur City of Tygerberg gehörte Bellville mit dem Campus der University of the Western Cape (UWC).